# Baron Knollys

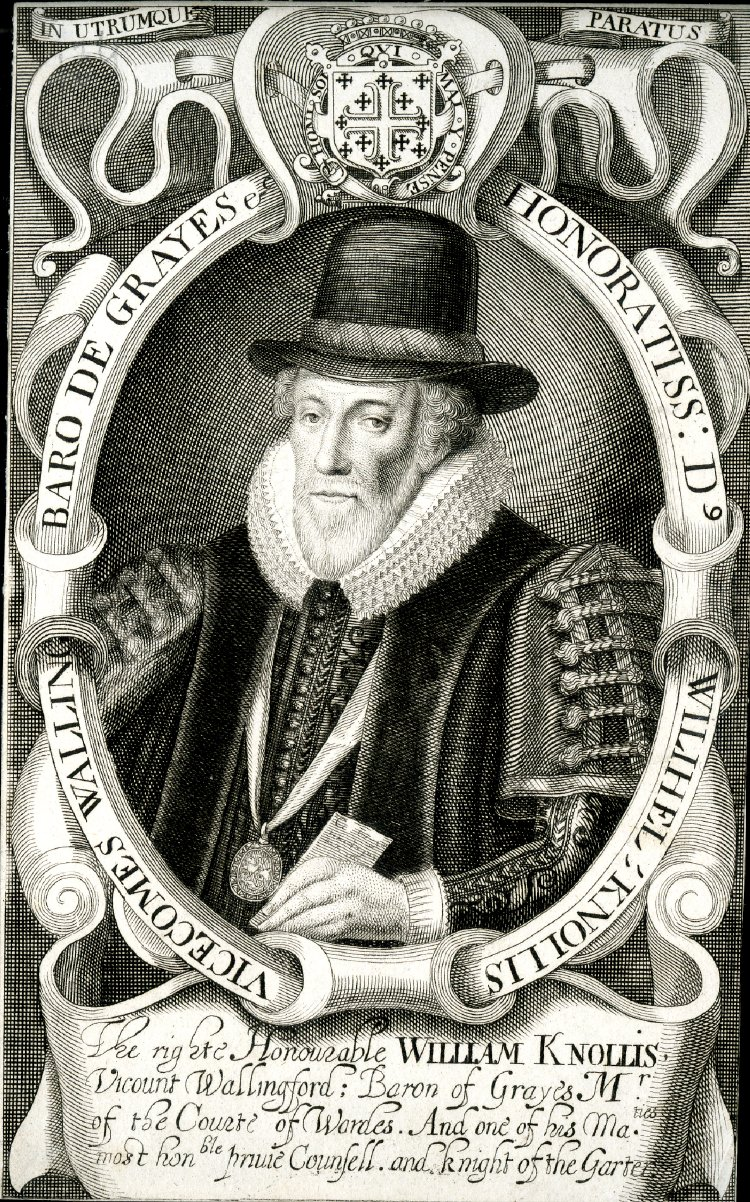
William Knollys, 1. Baron Knollys

Baron Knollys ist ein erblicher britischer Adelstitel, der je einmal in der Peerage of England und in der Peerage of the United Kingdom verliehen wurde.

## Verleihungen
Erstmals wurde am 13. Mai 1603 der Titel Baron Knollys, of Greys, in der Peerage of England für William Knollys geschaffen. Am 7. November 1616 wurde er zudem zum Viscount Wallingford, in the County of Berks, und am 18. August 1626 zum Earl of Banbury, in the County of Oxford, erhoben. Die Titel erloschen mit seinem Tod am 25. Mai 1632, da das Committee for Privileges and Conduct des House of Lords die beiden Söhne seiner Gattin nicht als leibliche Kinder des Earls anerkannte.
Ein Ur-ur-ur-urenkel des jüngeren Sohnes des Earls, Sir Francis Knollys, war Privatsekretär König Edwards VII. Dieser verlieh ihm in zweiter Verleihung am 21. Juli 1902 in der Peerage of the United Kingdom den Titel Baron Knollys, of Caversham in the County of Oxford. Am 4. Juli 1911 wurde ihm zudem der Titel Viscount Knollys verliehen.

## Liste der Barone Knollys

### Barone Knollys (1603)
- William Knollys, 1. Earl of Banbury, 1. Baron Knollys (um 1547–1632)

### Barone Knollys (1902)
- Francis Knollys, 1. Viscount Knollys, 1. Baron Knollys (1837–1924)
- Edward Knollys, 2. Viscount Knollys, 2. Baron Knollys (1895–1966)
- David Knollys, 3. Viscount Knollys, 3. Baron Knollys (* 1931)

Voraussichtlicher Titelerbe (Heir apparent) ist der Sohn des aktuellen Titelinhabers, Hon. Patrick Nicholas Mark Knollys (* 1962).